# Sv-Signalsystem

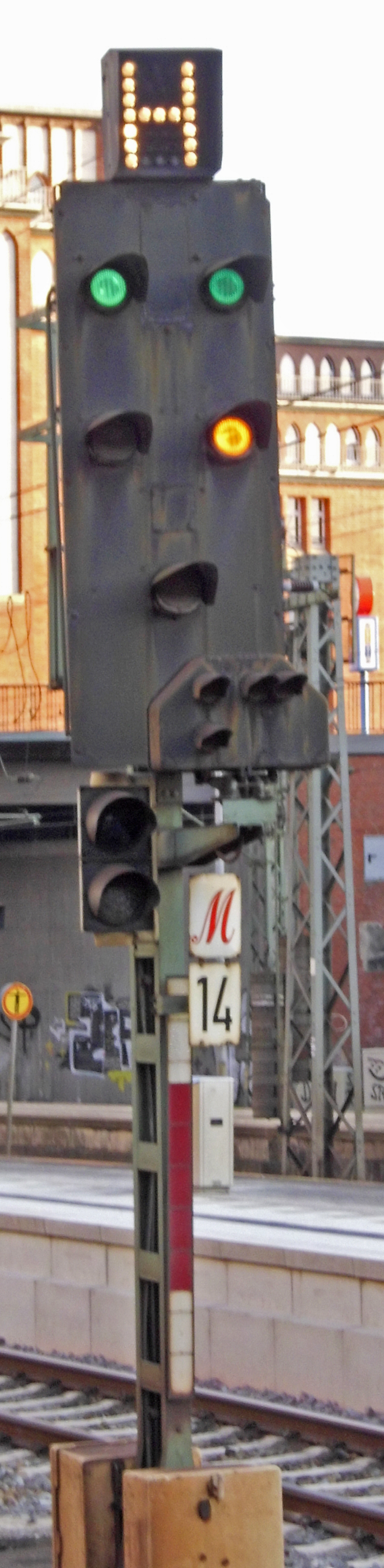
Ein Sv-Signal mit Blendenrelais (obere beide Lichtpunkte) und Einzeloptiken (restliche Lichtpunkte) an der Ausfahrt von Hamburg Hbf

Sv-Signale sind eine besondere Form von Eisenbahnsignalen, die bei den S-Bahnen in Berlin und Hamburg eingeführt wurden und heute noch ausschließlich in Hamburg zu finden sind. Die Bezeichnung Sv-Signal steht für Signalverbindung, da Sv-Signale die Funktionen eines Hauptsignals und eines Vorsignals in einem Signalschirm zusammenfassen.

## Geschichte

### Berlin
Auf der 1882 eröffneten Berliner Stadtbahn war durch die Installation zusätzlicher Blocksignale zwischen 1889 und 1905 die Zugfolge auf bis zu zweieinhalb Minuten oder 24 Fahrten je Stunde und Richtung verdichtet worden. Die Bedienung der Hauptsignale und des Streckenblocks erfolgte manuell durch das Stellwerkspersonal. Die monotonen Arbeitsschritte hatten zur Folge, dass das Personal alle ein bis zwei Stunden abgelöst werden musste. Mit der Anfang der 1920er Jahre beschlossenen Elektrifizierung der Berliner Stadt-, Ring- und Vorortbahnen sollte der Betrieb nicht nur beschleunigt, sondern die Zugfolge auch weiter verdichtet werden. Untersuchungen ergaben, dass eine weitere Verdichtung mit der manuellen Blockbedienung nicht möglich gewesen wäre. Die Alternative war ein zuggesteuertes Signalsystem, das mit Gleisstromkreisen für die Gleisbesetzung und -freimeldung arbeitete. Erste Anwendungsgebiete für Gleisstromkreise fanden sich 1913 bei der Berliner Hoch- und Untergrundbahn und im 1915 eröffneten Leipziger Hauptbahnhof.
Bei der Anwendung von Gleisstromkreisen sind Gleise und Weichen in mehrere Abschnitte unterteilt, Isolierstöße trennen die Abschnitte voneinander ab. Da die Fahrschienen gleichzeitig als Rückleiter fungieren, mussten diese Stöße so ausgeführt werden, dass sie der Triebrückstrom überwinden konnte. Zum Einsatz kamen daher sogenannte Drosselstoßtransformatoren, kurz Drosseln genannt. Diese Transformatoren weisen je eine Unterspannungswicklung mit Mittelanzapfung auf, die der Triebrückstrom bifilar durchfließt und damit in der Oberspannungswicklung keine Spannung induziert. Für den Wechselstrom der Gleisfreimeldeanlage, der über die Oberspannungswicklung des Drosselstoßtransformators eingespeist oder abgenommen wird, liegen beide Teile der Unterspannungswicklung in Reihe. Die einzelnen Blockabschnitte wiesen je einen oder mehrere Gleisstromkreise auf. Die Isolierstöße befanden sich am Ende des Gefahrpunktabstandes des jeweiligen Blocksignals, je nach Streckenhöchstgeschwindigkeit lag dieser zwischen 150 und 330 Metern.
Da auf der Stadtbahn die Vorsignale häufig am Standort des Hauptsignals angebracht waren, lag es nahe, die Signalbilder dauerhaft auf einem Schirm zu kombinieren. Die linke Seite des Signalschirms gab dabei den Hauptsignalbegriff wieder, die rechte Seite den Vorsignalbegriff. Die als Bauart 1928 beziehungsweise Bauart Stadtbahn (AB 28) bezeichnete Ausführung ermöglichte anfangs drei verschiedene Signalbilder, die durch Einzeloptiken angezeigt wurden, es waren also sechs Laternen nötig (Grün-Grün, Grün-Gelb, Gelb-Gelb; spätere Signale Sv 1 bis Sv 3). Das permissive Haltsignal Gelb-Gelb erlaubte an Blocksignalen die Vorbeifahrt des Zuges auf Sicht. Vor Weichen, Kreuzungen, Bahnsteigen oder sonstigen Gefahrpunkten war anstelle dieses Signalbildes ein rotes Licht für den absoluten Haltbegriff vorgesehen (späteres Signal Sv 4). Signale, die bewegliche Fahrwegelemente wie Weichen deckten, gab das Stellwerkspersonal manuell frei. In vielen Fällen war jedoch mit einem besonderen Durchleithebel das Einschalten des Durchfahrbetriebes möglich, solange im laufenden Betrieb keine Weichen umgestellt werden mussten. Damit entsprach die Funktion der betroffenen Signale der von selbsttätigen Blocksignalen.
Um im Störungsfall eine schnelle Vorbeifahrt zu gewährleisten, waren diese Signale mit Ersatzsignalen (Ad-Signal, später Signal Ve 5) ausgestattet. Diese ersetzten den damaligen Befehl Ad („Zug Nr. … darf vorbeifahren am Halt zeigenden … Signal …“; später Befehl Ab), woraus die Bezeichnung rührte. Alternativ zum Ersatzsignal konnte auch eine M-Tafel am Signalmast angebracht sein, die die Vorbeifahrt nach mündlichem Auftrag des Fahrdienstleiters zuließ.
Mittels Zeit-Weg-Diagrammen wurden die optimalen Standorte für die Blocksignale ermittelt, sodass die Züge rechtzeitig einen Fahrtbegriff vermittelt bekamen, ohne bremsen zu müssen. In einzelnen Fällen ergab sich der Umstand, dass die Züge dennoch vor den Einfahrsignalen der Bahnhöfe hätten warten müssen, bis der vorausfahrende Zug den Bahnsteig vollständig geräumt hatte, sich also hinter dem Ausfahrsignal befand. In diesen Fällen wurden nachträglich ein bis zwei zusätzliche Signale, sogenannte Nachrücksignale aufgestellt, die ein Heranfahren des betroffenen Zuges bis unmittelbar vor den Bahnsteig ermöglichten. Da in diesem Fall der Bremswegabstand nicht eingehalten wurde, waren die Einfahr- und Nachrücksignale mit Bremspfeilen zur Kenntlichmachung ausgestattet. Zusätzlich waren Löschkontakte eingebaut, die die betroffenen Signale sofort nach Vorbeifahrt der Zugspitze und nicht erst beim Belegen des folgenden Isolierabschnittes auf Halt stellten. Waren zwei Nachrücksignale aufgestellt, zeigten beide bei einem besetzten Bahnsteiggleis Halt. Das erste Signal wechselte selbstständig in Grün-Gelb, sobald der vorausfahrende Zug den Bahnsteig etwa zur Hälfte geräumt hatte.
Am Bahnhof Zepernick wurde 1927 probehalber ein Sv-Signal an einem bestehenden Ausleger angebracht und den Verantwortlichen der Deutschen Reichsbahn vorgeführt. Im März 1928 folgte die Aufstellung der Signale auf den Stadtgleisen der Stadtbahn zwischen den Bahnhöfen Charlottenburg und Schlesischer Bahnhof (heute: Ostbahnhof). Die offizielle Inbetriebnahme fand am 1. Juni 1928 statt, elf Tage vor der Aufnahme des elektrischen Betriebs. Auf der im Folgejahr eröffneten Siemensbahn von Jungfernheide nach Gartenfeld waren ebenfalls Sv-Signale aufgestellt. Das Einfahrsignal E1/2 des Bahnhofs Gartenfeld war bereits in der Lage, Langsamfahrt zu signalisieren und konnte zwischen den Signalen Gelb-Gelb und Rot umschalten. Es erhielt insgesamt zehn Einzellaternen. Die Abschnitte Stettiner Bahnhof (heute: Nordbahnhof) – Gesundbrunnen und Schlesischer Bahnhof – Stralau-Rummelsburg (heute: Ostkreuz) wurden 1931 ebenfalls mit Sv-Signalen der Bauart Stadtbahn ausgestattet, 1935 zudem die Abschnitte Gesundbrunnen – Bornholmer Straße – Schönholz / Pankow.
In der Neuherausgabe der Eisenbahn-Signalordnung vom 1. April 1935 wurden die Signale als offiziell Sv-Signale bezeichnet und zusätzlich die Signalbegriffe Sv 5 bis Sv 8 aufgenommen. Bis 1952 wurden die Langsamfahrbegriffe mit zwei übereinander angeordneten grünen Lampen angezeigt, seitdem mit einem grünen über einem gelben Licht. Um die Signale insbesondere auf Bahnsteigen für die Aufsichten ohne Signalnachahmer sichtbar zu machen, wurde die Aufstellung links vom Gleis ohne zusätzliche Kennzeichnung zugelassen, solange keine ungültigen Signalanordnungen entstanden.
Bereits 1926 nahmen die Vereinigten Eisenbahn-Signalwerke (VES) unter Federführung der Firma Siemens Verbesserungen an den Signalen vor. Zu Beginn der 1930er Jahre wurden vereinzelt Signale aufgestellt, die über sogenannte Blendenrelais verfügten. Dabei bewegt das Relais über einen Drehanker neben Kontakten eine Farbblende zwischen Signallampe und Linse. Für ein dreibegriffiges Signal waren somit nur noch zwei Laternen nötig. Die 1938 eingeführte Bauart Ringbahn (später AB 38) stellte bereits die vierzigste Weiterentwicklungsstufe dar. Sie wurde auf der namensgebenden Berliner Ringbahn und deren Verbindungskurven zur Stadtbahn (1938/40), auf der Spandauer Vorortbahn nach Spandau West (1938; heute: Spandau) und der Görlitzer Vorortbahn nach Schöneweide (1939), auf der Lichterfelder Vorortbahn nach Lichterfelde Süd (1940/43) sowie beim Wiederaufbau der Vorortbahn nach Erkner zwischen Ostkreuz und Karlshorst (1947/48) eingesetzt.
Im bis 1939 eröffneten Nordsüd-S-Bahn-Tunnel kam eine verkleinerte Ausführung der Signalschirme der Bauart Ringbahn zum Einsatz (AB 36/39), bei der zudem auf Schuten verzichtet wurde. Bedingt durch die niedrigere Geschwindigkeit, die im Tunnel gefahren wurde, waren die Signale in verkürzten Abständen aufgestellt. Auf der freien Strecke lag der Abstand bei 250 Metern, vor Bahnsteigen bei 100 Metern. Signale, die im verkürzten Bremswegabstand zueinander standen (unter 100 Meter), waren mit zuschaltbaren Bremspfeilen ausgestattet. Auf Bahnhöfen mit Kehranlagen waren die Signale halbselbsttätig.
Auf den Streckenabschnitten Wannsee – Schlachtensee der Wannseebahn (1935) und Wannsee – Grunewald – Westkreuz der Wetzlarer Bahn (1938) kamen Sv-Signale von Orenstein & Koppel zum Einsatz. Äußerlich ähnelten die Signale zwar denen der Bauart Stadtbahn mit Einzellaternen, die Schaltungen waren jedoch technisch völlig abweichend. Die Lampenschaltung war so aufgebaut, dass zur Anschaltung des Fahrtbegriffs nur ein Schaltkontakt benötigt wurde. Die Lampen wurden mittels Kondensatoren und Drosseln so an die drei Phasen des Drehstromnetzes angeschlossen, dass das Aufleuchten der Lampen für den Fahrtbegriff über die Phasenverschiebung gleichzeitig die Löschung des Haltbegriffs bewirkte. Brannte eine der Fahrtlampen durch, leuchtete selbsttätig der Haltbegriff auf. Der Motor des Streckenanschlags übernahm gleichzeitig die Funktion des Blockrelais, auf einen separaten Schaltschrank am Signalmast konnte somit verzichtet werden. Die Drosseln und Kondensatoren waren zusammen mit dem Getriebeblock in das Gehäuse des Streckenanschlagantriebes eingebaut, das dadurch größer ausfiel als bei den Anlagen der VES. Auf dem Abschnitt der Wetzlarer Bahn kam eine überarbeitete Variante zum Einsatz, weshalb hier kleine Schaltschränke für die Drosseln, Sicherungen etc. anzutreffen waren.
Bis 1940 waren 270,4 Gleis- oder 129,1 Streckenkilometer mit Sv-Signalen ausgerüstet. Das entsprach etwa 44 Prozent des elektrifizierten Streckennetzes mit 292 Kilometer Streckenlänge. Nach dem Zweiten Weltkrieg wurden die Signalabstände vielerorts vergrößert, um Ersatz an anderer Stelle zu ermöglichen. In der Regel betraf dies zuerst den Ausbau der Nachrücksignale. Das Werk für Signal- und Sicherungstechnik Berlin (WSSB) stellte 1955 eine weitere Entwicklungsstufe der Sv-Signale vor. Anstelle des Ersatzsignals waren die Signale zwischen den Begriffen Sv 4 und Sv 3 für etwa 60 Sekunden umschaltbar. Der für die Zugbeeinflussung eingebaute Streckenanschlag kam nach Vorbeifahrt verzögert in Haltstellung, um die Auslösehebel der in der Zugmitte laufenden Triebwagen nicht zu berühren. Die Signale kamen zwischen den Bahnhöfen Ostkreuz und Lichtenberg zum Einbau. Mit der Neuherausgabe des Signalbuchs 1971 wurde das Signal Sv 3 in Sv 103 umbezeichnet, da es bei künftigen Anlagen nicht mehr vorgesehen und durch das Signal Sv 4 in Verbindung mit dem weiß-schwarz-weiß-schwarz-weißen Mastschild ersetzt werden sollte.
Durch die Modernisierung der Anlagen der Berliner S-Bahn, aber auch durch die Unverträglichkeit des auf 50-Hz-Gleisstromkreisen basierenden automatischen Streckenblockes der Berliner Sv-Signale mit der 16,67-Hertz-Fernbahnelektrifizierung (50 Hz ist die dritte harmonische Oberwelle von 16 2⁄3 Hz) in den letzten Jahrzehnten wurden die Sv-Signale nach und nach durch leistungsfähigere Hl-Signale und Ks-Signale ersetzt. Die Umstellung auf eine Versorgungsspannung mit einer Frequenz von 42 Hertz, mit der die Blockbauarten der S-Bahn fernbahnelektrifizierungsverträglich geworden wären, war technisch möglich. Wegen des Zustandes der über vierzig Jahre alten Anlagen und der Unmöglichkeit, einen Erlaubniswechsel nachzurüsten oder auch nur das linke Streckengleis zu befahren, ohne Störungen zu hinterlassen (nach einer Linksfahrt blieb jedes zweite Blocksignal in Haltstellung), wurde trotzdem festgelegt, die Bauformen mit Sv-Signalen in Verbindung mit der Fernbahnelektrifizierung zu ersetzen. Ab 1984 wurden die Sv-Signale auf der Stadtbahn in Ost-Berlin durch automatischen Streckenblock der Bauform AB 70S mit Hl-Signalen ersetzt. Die Stadtbahn im ehemaligen West-Berlin und die wiedereröffnete Ringbahn wurden 1993 mit den ersten Ks-Signalen ausgestattet. Die letzten Abschnitte mit AB 37 und Sv-Signalen der Berliner S-Bahn im Nord-Süd-Tunnel wurden schließlich 2006 außer Betrieb genommen.

Sv-Signale in Berlin
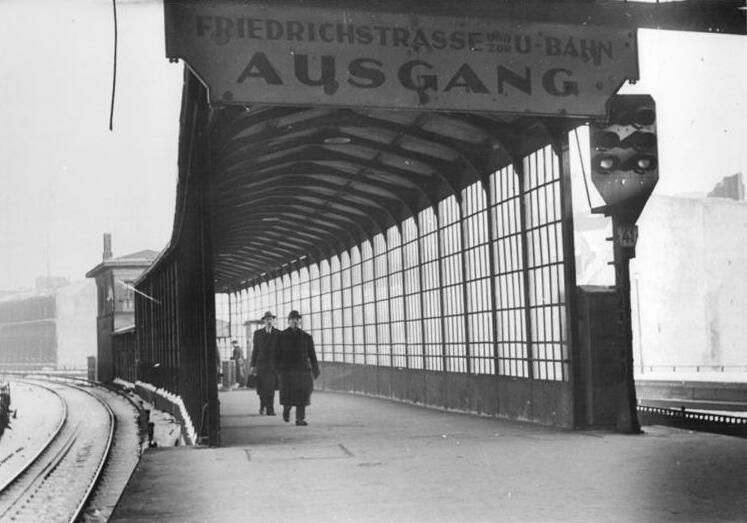
Bksig 41 im S-Bahnhof Friedrichstraße, 1950
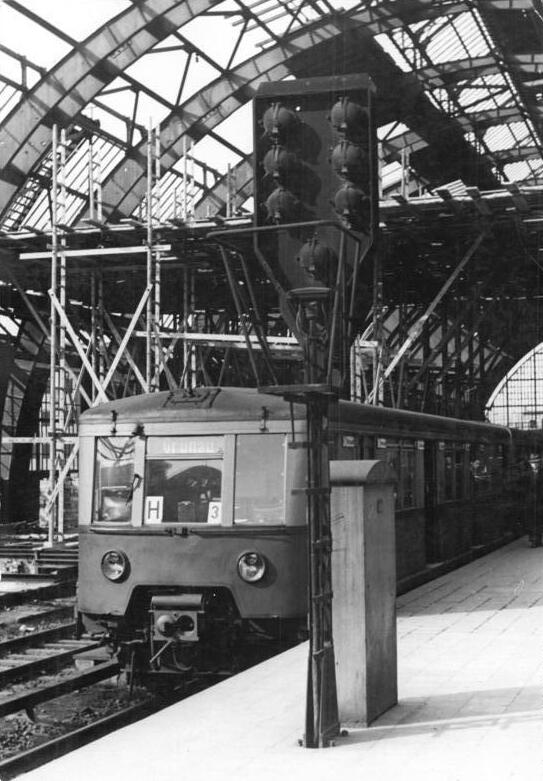
Bksig 23 am S-Bahnhof Alexanderplatz, 1951
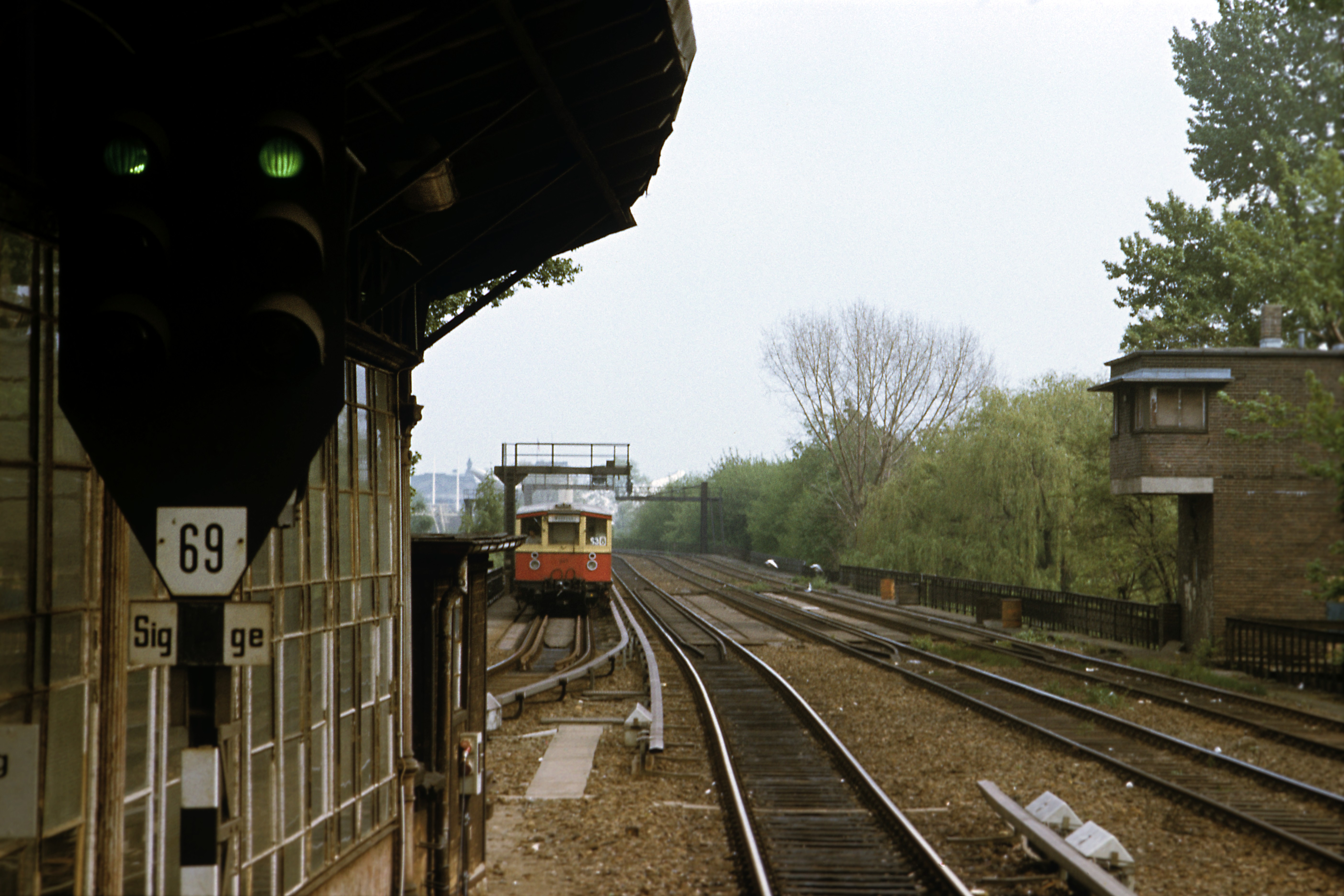
Bksig 69 am S-Bahnhof Bellevue, 1990
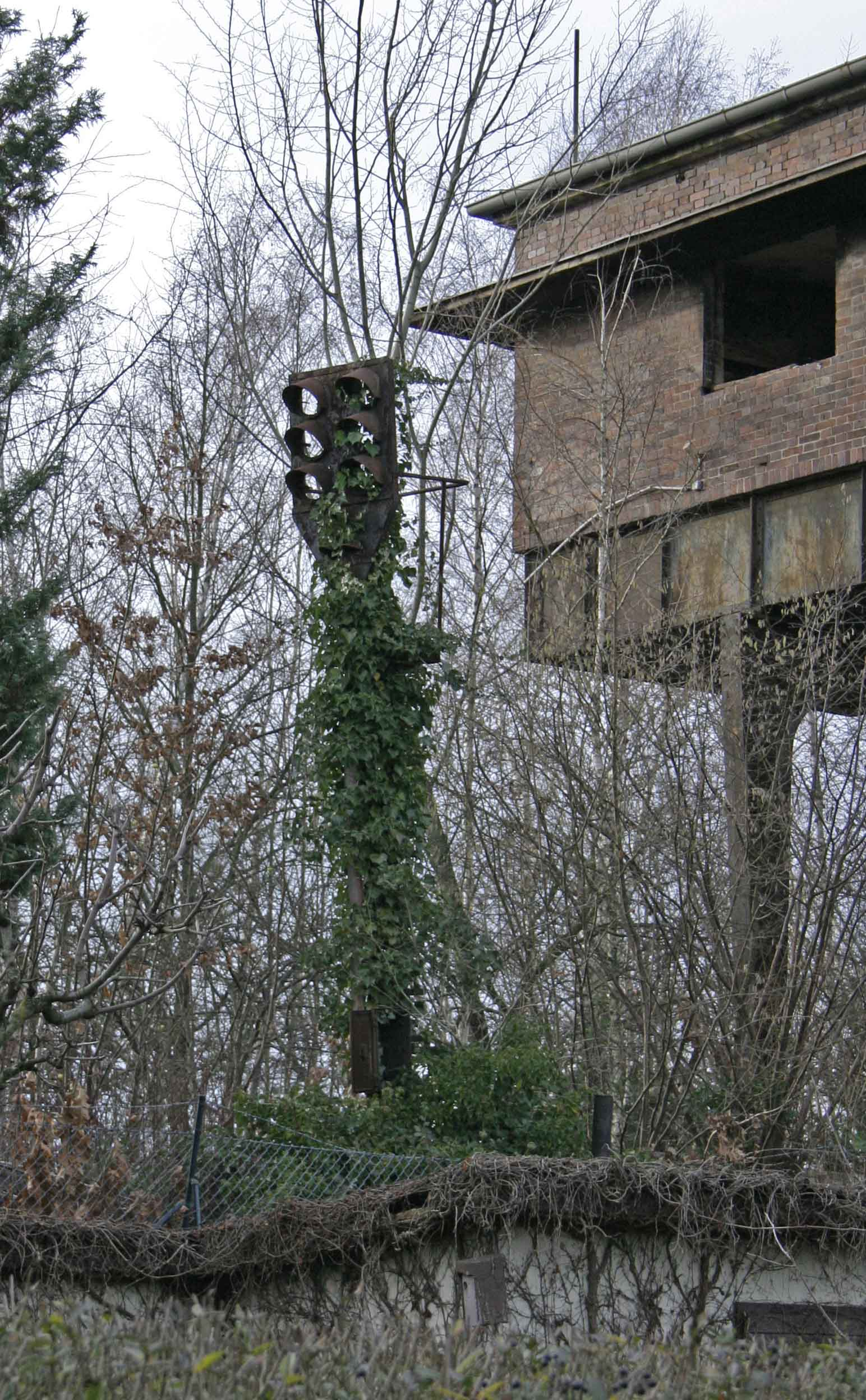
Bksig 13 im S-Bahnhof Gartenfeld, 2015

### Hamburg
Ab 1944/45 kamen Sv-Signale der Bauart Ringbahn auch auf der Hamburger S-Bahn zur Anwendung. Bei den Spurplanstellwerken (SpDrS60) in Hamburg finden Sv-Signale in einer moderneren Bauform mit vergrößertem Signalschirm Verwendung, auf dem alle Signalbegriffe über einzelne Laternen angezeigt werden. Ausnahmen im Hamburger S-Bahn-Netz bildet der Stellwerksbereich Poppenbüttel, sowie vereinzelte Signale des Stellwerks „Hhs“ im Hauptbahnhof, die noch mit der Blendrelaistechnik ausgerüstet sind. Im Tunnelbereich kommen spezielle, aus einzelnen Segmenten zusammengesetzte Signale in sehr kompakter Bauform zum Einsatz. Nach und nach werden diese bei Stellwerksneubauten durch Ks-Signale ersetzt.

## Signalbilder
Die Signalbilder orientieren sich an den Nachtzeichen der Formsignale. Die Signalbezeichnungen unterscheiden sich in Hamburg und Berlin voneinander. Für Berlin sind die Signalbezeichnungen nach dem Signalbuch der Deutschen Reichsbahn (DV 301), für Hamburg die Signalbezeichnungen nach dem Signalbuch der Deutschen Bundesbahn (DS 301) angegeben. Seit der Außerbetriebnahme der letzten Sv-Signale in Berlin werden im Signalbuch der DB Netz ausschließlich die Hamburger Bezeichnungen verwendet. Es bedeuten:
|    | Bezeichnung   | Signalbild | Bedeutung                                                                                            | Bild |
| -- | ------------- | --- | --- | ---- |
| DV | Sv 1          | Zwei grüne Lichter waagerecht nebeneinander.                                                                               | Fahrt mit Höchstgeschwindigkeit – „Fahrt mit Höchstgeschwindigkeit“ erwarten                         |      |
| DS | Sv 1          | Zwei grüne Lichter waagerecht nebeneinander.                                                                               | Fahrt! Fahrt erwarten.                                                                               |      |
| DV | Sv 2          | Ein grünes, rechts daneben in gleicher Höhe ein gelbes Licht.                                                              | Fahrt mit Höchstgeschwindigkeit – „Halt“ erwarten                                                    |      |
| DS | Sv 2          | Ein grünes, rechts daneben in gleicher Höhe ein gelbes Licht.                                                              | Fahrt! Halt erwarten.                                                                                |      |
| DV | Sv 3 (Sv 103) | Zwei gelbe Lichter waagerecht nebeneinander.                                                                               | Halt! Ohne Auftrag permissiv vorbei- und weiterfahren!                                               |      |
| DS | Sv 0          | Zwei gelbe Lichter waagerecht nebeneinander.                                                                               | Zughalt! Weiterfahrt auf Sicht.                                                                      |      |
| DV | Sv 4          | Ein rotes Licht. Bei einem eventuell vorhandenen Schutzsignal leuchten zusätzlich zwei rote Lichter nebeneinander.         | Halt.                                                                                                |      |
| DS | Hp 0          | Ein rotes Licht. Bei einem eventuell vorhandenen Schutzsignal leuchten zusätzlich zwei rote Lichter nebeneinander.         | Halt.                                                                                                |      |
| DV | Sv 4 + Ra 12  | Ein rotes Licht. Bei einem eventuell vorhandenen Schutzsignal leuchten zusätzlich zwei weiße Lichter nach rechts steigend. | Rangierfahrt erlaubt.                                                                                |      |
| DS | Hp 0 + Sh 1   | Ein rotes Licht. Bei einem eventuell vorhandenen Schutzsignal leuchten zusätzlich zwei weiße Lichter nach rechts steigend. | Haltegebot für Rangierfahrten aufgehoben.                                                            |      |
| DV | Sv 5          | Links ein grünes Licht; rechts in gleicher Höhe ein grünes und senkrecht darunter ein gelbes Licht.                        | Fahrt mit Höchstgeschwindigkeit – Fahrt mit Geschwindigkeitsbeschränkung erwarten                    |      |
| DS | Sv 3          | Links ein grünes Licht; rechts in gleicher Höhe ein grünes und senkrecht darunter ein gelbes Licht.                        | Fahrt! Langsamfahrt erwarten.                                                                        |      |
| DV | Sv 6          | Links ein grünes und senkrecht darunter ein gelbes Licht; rechts in Höhe des oberen linken Lichtes ein grünes Licht.       | Fahrt mit Geschwindigkeitsbeschränkung auf 40 km/h – Fahrt mit Höchstgeschwindigkeit erwarten        |      |
| DS | Sv 4          | Links ein grünes und senkrecht darunter ein gelbes Licht; rechts in Höhe des oberen linken Lichtes ein grünes Licht.       | Langsamfahrt! Fahrt erwarten.                                                                        |      |
| DV | Sv 7          | Links ein grünes und senkrecht darunter ein gelbes Licht; rechts daneben in gleicher Höhe die gleichen Lichter.            | Fahrt mit Geschwindigkeitsbeschränkung auf 40 km/h – Fahrt mit Geschwindigkeitsbeschränkung erwarten |      |
| DS | Sv 5          | Links ein grünes und senkrecht darunter ein gelbes Licht; rechts daneben in gleicher Höhe die gleichen Lichter.            | Langsamfahrt! Langsamfahrt erwarten.                                                                 |      |
| DV | Sv 8          | Links ein grünes Licht, senkrecht darunter ein gelbes Licht; rechts in Höhe des oberen Linken Lichtes ein gelbes Licht.    | Fahrt mit Geschwindigkeitsbeschränkung auf 40 km/h – Halt erwarten                                   |      |
| DS | Sv 6          | Links ein grünes Licht, senkrecht darunter ein gelbes Licht; rechts in Höhe des oberen Linken Lichtes ein gelbes Licht.    | Langsamfahrt! Halt erwarten.                                                                         |      |